# 中華民國空軍飛行訓練指揮部

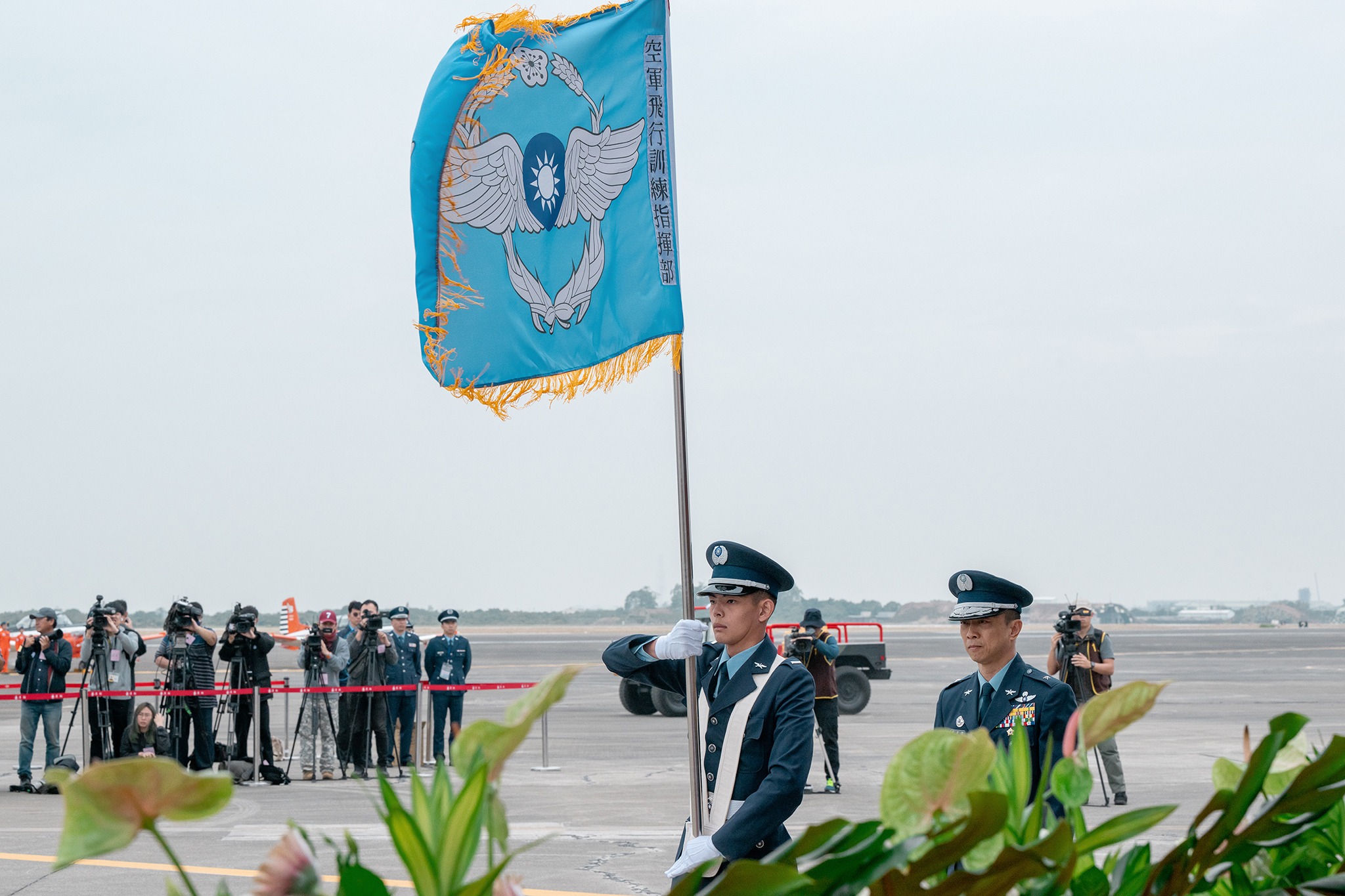
蔡英文前總統總統主持空軍飛訓部編成典禮

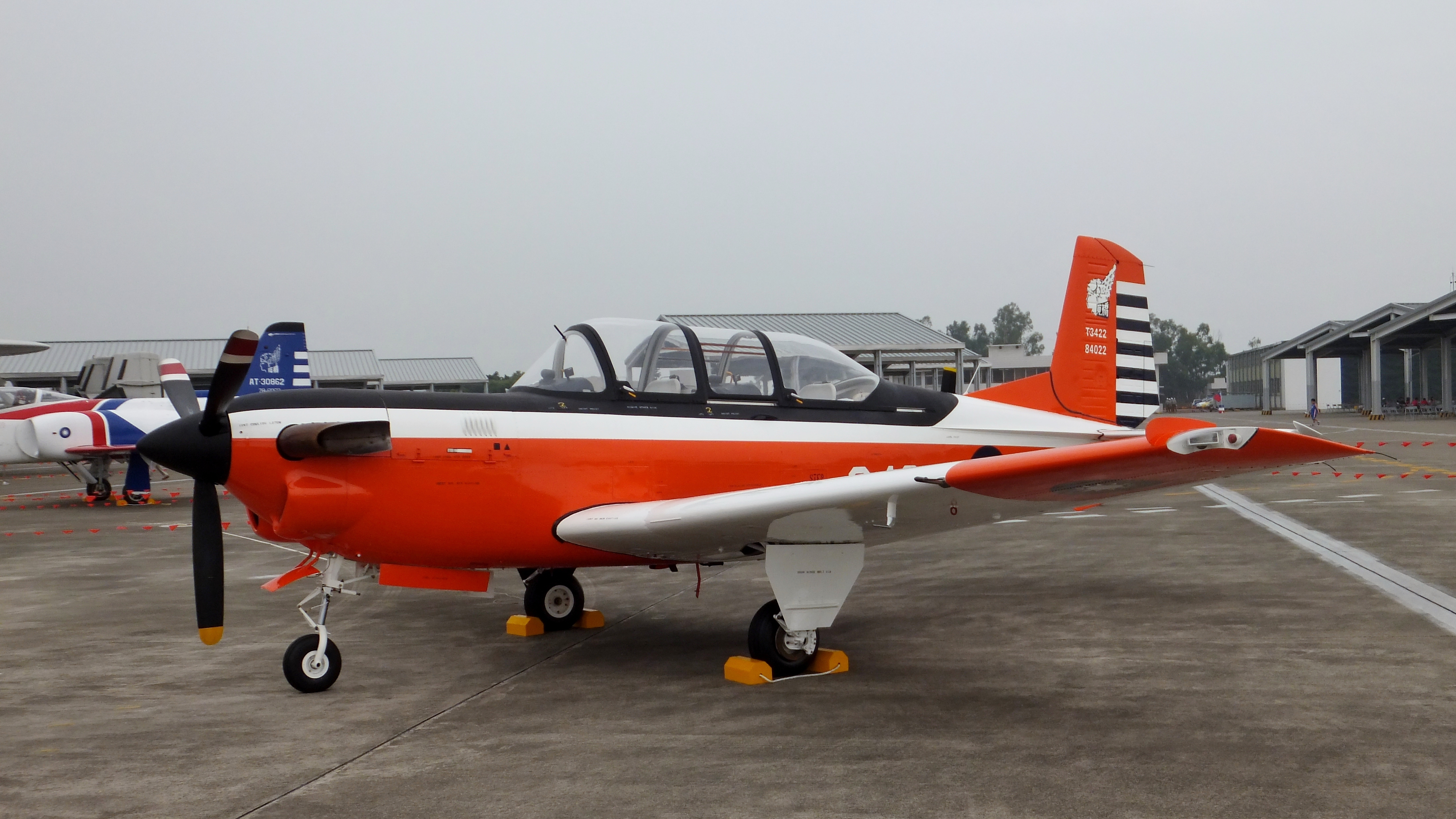
空軍T-34初級教練機

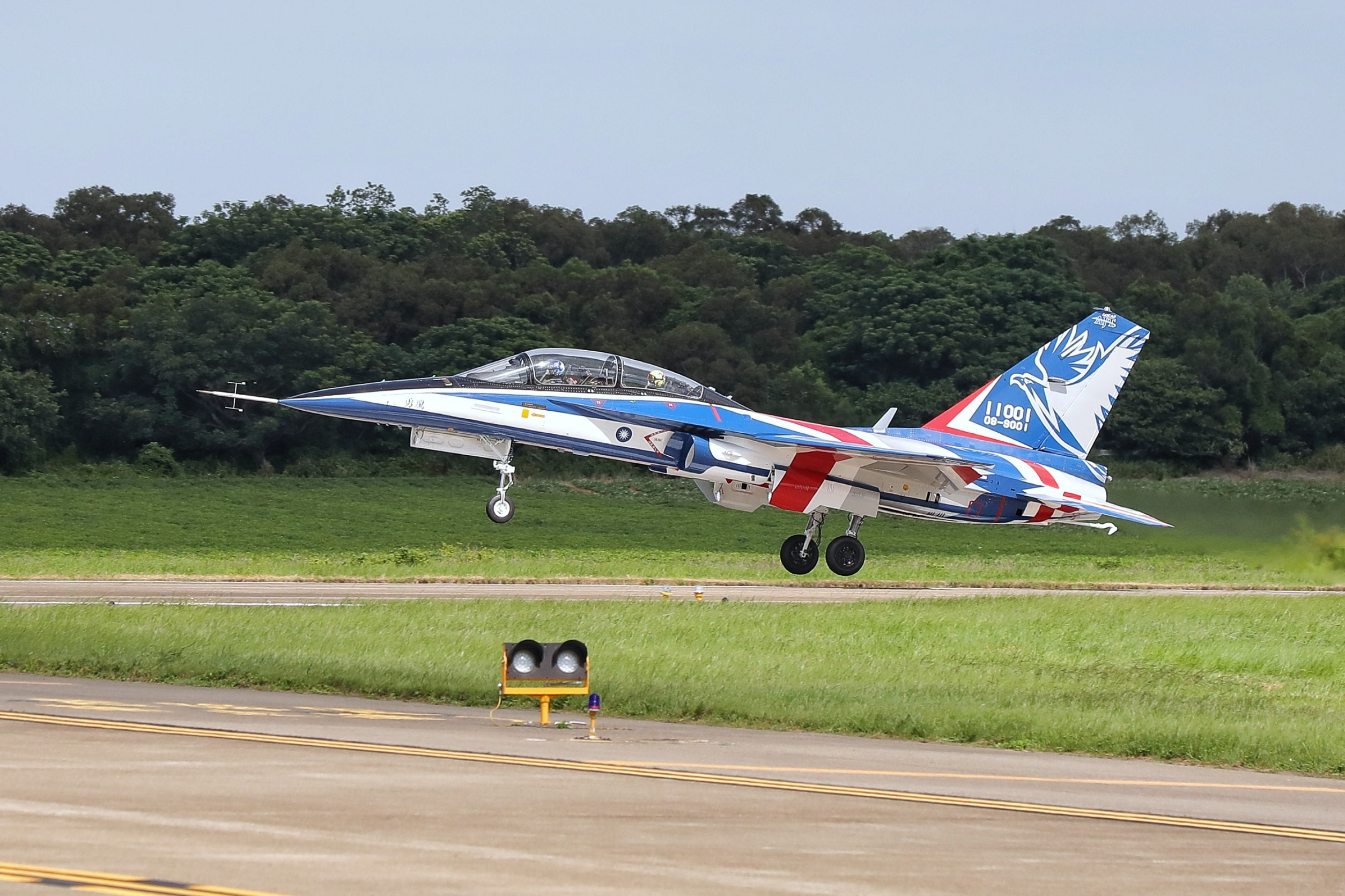
空軍T-BE5A高級教練機

空軍飛行訓練指揮部，簡稱空軍飛訓部，隸屬於空軍司令部，為中華民國的空軍飛行訓練之工作，負責培育優秀的飛行人才，勇鷹高教機也為輕型攻擊機，國防部戰略預備機隊，戰時支援空軍作戰。

## 模式訓練
空軍過去是以「三個階段／三個機種」模式訓練戰機飛行員，飛官先在高雄岡山基地的「基本組」使用T-34初級教練機進行基本飛行訓練，隨後仍在岡山「戰鬥組」接受AT-3高教機的分科訓練，最後赴臺東志航基地的空軍7聯隊進行「部訓組」使用F-5戰鬥機進行進階戰鬥飛行訓練，完訓後依成績及個人意願分發至各戰鬥機部隊。未來T-BE5A高級教練機全數交機後，將會取代「戰鬥組」AT-3高教機以及「部訓組」F-5E/F戰機的兩種機型訓練能量，將使戰機飛行員的訓練流路改為「三個階段／二個機種」，未來空軍飛行學員在戰鬥組、部訓組的操作機種均為勇鷹高教機，而飛行訓練僅在岡山基地，不用前往志航基地。

## 組織
- 指揮官 少將 一位
  - 副指揮官 上校 一位
  - 參謀長 上校 一位
  - 政戰主任 上校 一位
  - 教育訓練科
  - 督察科
  - 主計科
  - 後勤科
  - 人事行政科
  - 第十一基地勤務大隊
  - 憲兵第八中隊
  - 醫務所[3]
  - 通資航第八中隊
  - 第八天氣中心

| 飛行訓練指揮部 | 基本組 | 模擬機訓練組             |
| 飛行訓練指揮部 | 戰鬥組 | 空運組                   |
| 飛行訓練指揮部 | 換訓組 | 國軍空勤人員求生訓練中心 |

## 隊徽介紹
- 校徽盾牌代表防衛，本校係軍事學校，負有保國衛民之軍人天職。
- 飛機機翼象徵八一四航空救國之精神。
- 部徽整體象徵空軍筧橋精神[4]。

## 歷任指揮官
- 黃盈捷（2023/12/1-2024/6/30）
- 吳佳興（2024/6/30-至今）